# Liste der Baudenkmäler in Königsberg in Bayern
Auf dieser Seite sind die Baudenkmäler in der unterfränkischen Stadt Königsberg in Bayern zusammengestellt. Diese Tabelle ist eine Teilliste der Liste der Baudenkmäler in Bayern. Grundlage ist die Bayerische Denkmalliste, die auf Basis des Bayerischen Denkmalschutzgesetzes vom 1. Oktober 1973 erstmals erstellt wurde und seither durch das Bayerische Landesamt für Denkmalpflege geführt wird. Die folgenden Angaben ersetzen nicht die rechtsverbindliche Auskunft der Denkmalschutzbehörde.
 Diese Liste gibt den Fortschreibungsstand vom 21. März 2024 wieder und enthält 199 Baudenkmäler.

## Ensembles

### Ensemble Altstadt Königsberg in Bayern und Schlossberg

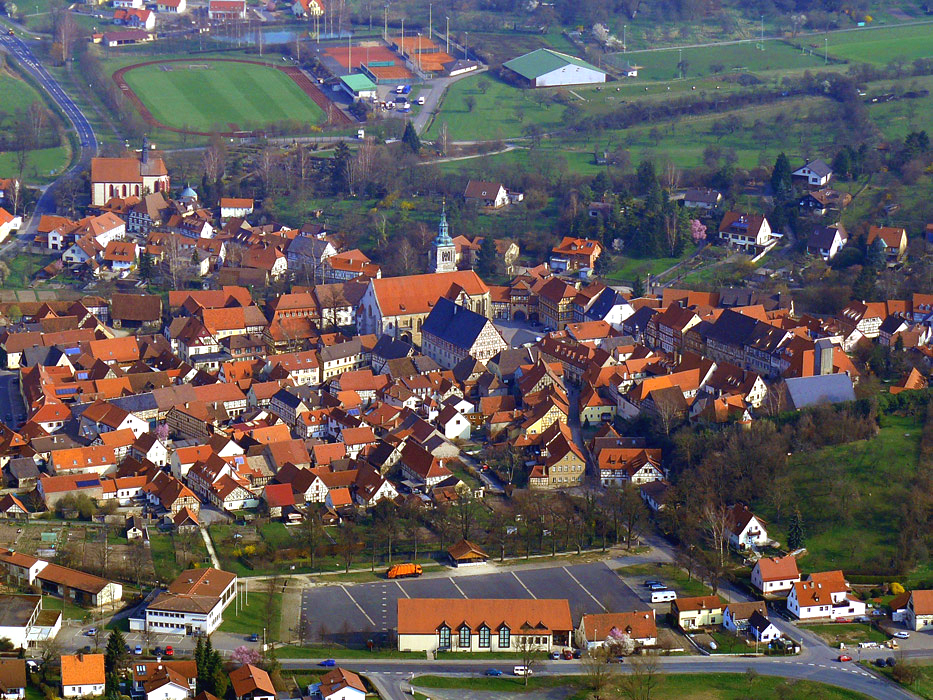
Königsberg in Bayern aus der Luft, Ansicht von Süden 2010

Das Landstädtchen Königsberg in Bayern (Lage), am Westrand der Haßberge gelegen, entstand wohl auf dem Boden einer altfränkischen Königsdomäne in unmittelbarer Nähe des Rennwegs und sicherte den Übergang über die Haßberge. Der Ort, 1234 erstmals erwähnt, erhielt 1333 Marktrechte und wurde 1358 zur Stadt. Seit 1400 gehörte sie den Landgrafen von Thüringen aus dem Hause Wettin und blieb fast ohne Unterbrechung bis zum Anschluss an Bayern (1920) sächsische Enklave.
1343 ist die erste Stadtmauer bezeugt. Während des ganzen 15. Jahrhundert wurde an der Erweiterung der Stadt und Vergrößerung der Stadtbefestigung gebaut, auch die ehemaligen Vorstädte, die Haßfurter und Unfinder Vorstadt, waren durch Palisadenwälle einbezogen. Von der Befestigung sind im Wesentlichen nur Mauerzüge im Süden zwischen Schloss und Pfarrgasse erhalten, von den Toren das Haßfurter und Unfinder Tor. Ab 1764 hatte man mit der Beseitigung der Befestigung und Einebnung der Gräben begonnen; die damals angelegten Gärten beschreiben heute noch den alten Stadtumriss. Durch seine Hanglage erscheint der Stadtgrundriss unregelmäßig, dennoch zeichnet sich eine Ordnung von Hauptachsen in der Längs- und Querrichtung ab, mit parallel verlaufenden Nebengassen.
Die Eduard-Lingel-Straße, vom Haßfurter Tor über die Wintergasse zum Markt führend, bildet die wichtigste west-östliche Straßenachse, von der die ebenfalls zum Markt führende Marienstraße abzweigt. Die Platzgruppe Markt und Salzmarkt schafft eine nord-südlich verlaufende Achse. Der Marktplatz, in der Nordostecke des Stadtkerns gelegen, ist mit Rathaus und Pfarrkirche kommunales, kirchliches und städtebauliches Zentrum der Stadt. Der von einem Brunnen besetzte, vor der spätgotischen dreischiffigen Hallenkirche gelegene Platz geht in großartiger Weise in den langgestreckten, zum Schlossberg ansteigenden Salzmarkt über. Mit dem Unfinder Tor ist der Markt gegen die Unfinder Vorstadt begrenzt, diese erstreckt sich bis zu der vor der Stadt gelegenen Friedhofskirche und ist Teil des Ensembles.
Nach zwei großen Stadtbränden während des Dreißigjährigen Krieges, 1632 und 1640, wurden große Teile der Stadt zerstört. Der reiche Bestand traufseitiger und auch giebelständiger Fachwerkhäuser bewahrt in der ganzen Stadt eine Bebauung, die an die Blütezeit der Stadt im späten 17. und 18. Jahrhundert erinnert. Nach dieser Zeit ist die Bedeutung der Stadt zurückgegangen, sie wandelte sich von einer Stadt des Handels und Gewerbes zu einer Stadt, die mehr und mehr der Landwirtschaft sich zuwenden musste.
Umgrenzung: Stadtmauerverlauf: rückwärtige Grundstücksgrenzen Markt 1–4 und Pfaffengasse Nordseite ungerade Hausnummern – Nordgrenze Schloßberg 3 – Straßenverlauf Schloßberg, einschließlich Schloßberg 7, 9 – Straßenverlauf Schloßberg bis auf den Schlossberg – der gesamte Schlossberg mit Schlossruine – Stadtmauerverlauf im Süden bis Pfarrgasse 15 – An der Mauer bis Haßfurter Tor – ehemaliger Stadtmauerverlauf bzw. westliche Grundstücksgrenzen von Eduard-Lingel-Straße 18, 16 und Marienstraße 36–26 (gerade Hausnummern) und Braugasse 1–4 – Weg von der Braugasse 4 bis Regiomontanisstraße bis Steinweg – Steinweg 38–2 (gerade Hausnummern), nördliche Grundstücksgrenzen. Aktennummer: E-6-74-164-1.

### Ensemble Ortskern Unfinden

Unfinden, Ansicht 2015 von Nordosten

Das nur einen Kilometer nördlich von Königsberg in Bayern gelegene Pfarrdorf (Lage), 1241 erstmals genannt, war als Ganerbendorf Jahrhunderte hindurch gleichzeitig im Besitz verschiedener Adelsgeschlechter. Der Reichtum an stattlichen Fachwerkbauten vorwiegend des 18. Jahrhunderts und die zahlreichen Adelswappen, die von den alten Herrschaftsrechten zeugen, bestimmen das Dorfbild von hoher Geschlossenheit und zeigen, dass sich der Charakter des Haufendorfes, das sich kaum vergrößerte, seit der Wende des 18./19. Jahrhunderts wenig verändert hat. Um 1800 war der Weinbau, neben Getreidebau, Viehzucht und anderen, noch maßgeblich, hiervon zeugt auch die Weintraube im Keilstein des Rathausportals (1782). Heute spielt er für das Dorf, das seit der Gebietsreform ein Stadtteil von Königsberg geworden ist, nur eine geringe Rolle. Umgrenzung: das gesamte Dorf östlich der Staatsstraße von Königsberg nach Junkersdorf – Haus Nr. 1–96. Aktennummer: E-6-74-164-2.

## Stadtmauer
| Lage                                                  | Objekt        | Beschreibung | Akten-Nr.     | Bild           |
| ----------------------------------------------------- | ------------- | --- | ------------- | -------------- |
| Stadtmauer zwischen Pfarrgasse 15 und Burg (Standort) | Stadtmauer    | Mauerzüge mit Mauertürmen, Mischmauerwerk aus Bruchsteinen und Quadern, Sandstein, um 1343 und 15. Jahrhundert                                                                                       | D-6-74-164-1  | weitere Bilder |
| Eduard-Lingel-Straße 23 (Standort)                    | Haßfurter Tor | Dreigeschossiges Torhaus, Sandsteinquaderbau mit Pilastergliederung, Fachwerkobergeschoss und Walmdach mit Dachreiter, bezeichnet „1715“                                                             | D-6-74-164-19 | weitere Bilder |
| Marktplatz 1 (Standort)                               | Torhaus       | Sogenanntes Unfinder Tor, zweigeschossiger Mansardwalmdachbau mit Fachwerkobergeschoss, rundbogiger Durchfahrt und Hausteingliederungen, bezeichnet „1552“, Obergeschoss von 1703, bezeichnet „1790“ | D-6-74-164-49 | weitere Bilder |
| Steinweg 1 (Standort)                                 | Schützentor   | Dreigeschossiger Walmdachbau mit Tordurchfahrt, bezeichnet „1710“, Seitenflügel zweigeschossiger Satteldachbau mit Fachwerkobergeschoss, Erdgeschoss Quadermauerwerk, wohl 19. Jahrhundert           | D-6-74-164-84 | Schützentor    |

## Baudenkmäler nach Ortsteilen

### Königsberg
| Lage                                                       | Objekt                                                          | Beschreibung | Akten-Nr.      | Bild                           |
| ---------------------------------------------------------- | --------------------------------------------------------------- | --- | -------------- | ------------------------------ |
| Altes Brauhaus 3 (Standort)                                | Wohnhaus                                                        | Zweigeschossiger Fachwerkbau mit Satteldach, um 1700 | D-6-74-164-202 | weitere Bilder                 |
| Altes Brauhaus 4 (Standort)                                | Kunsthandwerkerhof, ehemalige Brauerei, dreiteiliger Bau        | Ehemaliges Brauhaus, eineinhalbgeschossiger traufständiger Halbwalmdachbau mit Lunettenfenstern und Hausteingliederungen, bezeichnet „1810“ | D-6-74-164-93  | weitere Bilder                 |
| Altes Brauhaus 4 (Standort)                                | Kunsthandwerkerhof, ehemalige Brauerei, dreiteiliger Bau        | Langgestreckter eingeschossiger Satteldachbau mit weitem Dachüberstand, Fachwerk | D-6-74-164-93  | weitere Bilder                 |
| Altes Brauhaus 4 (Standort)                                | Kunsthandwerkerhof, ehemalige Brauerei, dreiteiliger Bau        | Zweigeschossiger Walmdachbau, Fachwerk, klassizistisch, um 1810 | D-6-74-164-93  | weitere Bilder                 |
| Nähe Altes Brauhaus (Standort)                             | Altes Brauhaus, Scheune, wohl ehemalige Mühle                   | Fachwerkbau mit Satteldach, 1562/63 (dendrochronologisch datiert) | D-6-74-164-262 | weitere Bilder                 |
| Braugasse 1 (Standort)                                     | Wohnhaus                                                        | Zweigeschossiges Walmdachhaus, Fachwerk, Ende 18. Jahrhundert | D-6-74-164-4   | weitere Bilder                 |
| Braugasse 3 (Standort)                                     | Wohnhaus                                                        | Zweigeschossiger und traufständiger Mansardwalmdachbau mit Hofeinfahrt, klassizistisch, bezeichnet „1791/92“ | D-6-74-164-5   | weitere Bilder                 |
| Braugasse 7 (Standort)                                     | Wohnhaus                                                        | Zweigeschossiger Walmdachbau mit Fachwerkobergeschoss, Erdgeschoss massiv, 17. Jahrhundert, Fachwerk um 1800 | D-6-74-164-197 | weitere Bilder                 |
| Eduard-Lingel-Straße 4 (Standort)                          | Wohnhaus                                                        | Zweigeschossiges Walmdachhaus in Ecklage, mit Fachwerkobergeschoss, 1747 (dendro dat.) | D-6-74-164-6   | weitere Bilder                 |
| Eduard-Lingel-Straße 6 (Standort)                          | Wohnhaus, Eduard-Lingel-Geburtshaus                             | Zweigeschossiger und traufständiger Satteldachbau mit Fachwerkobergeschoss, 1736 (dendro. dat.), spätbarockes Erdgeschoss mit Werksteingliederungen | D-6-74-164-7   | weitere Bilder                 |
| Eduard-Lingel-Straße 7 (Standort)                          | Wohnhaus                                                        | Zweigeschossiges und traufständiges Satteldachhaus mit Fachwerkobergeschoss, Portal bezeichnet „1823“ | D-6-74-164-8   | weitere Bilder                 |
| Eduard-Lingel-Straße 8 (Standort)                          | Wohnhaus                                                        | Zweigeschossiger und traufständiger Satteldachbau mit Fachwerkobergeschoss und Hofeinfahrt, bezeichnet „1702“ | D-6-74-164-9   | weitere Bilder                 |
| Eduard-Lingel-Straße 10 (Standort)                         | Wohnhaus                                                        | Zweigeschossiges und traufständiges Satteldachhaus mit Fachwerkobergeschoss und Hofeinfahrt, Erdgeschoss neugotisch, bezeichnet „1878“, Fachwerkobergeschoss 1705 | D-6-74-164-10  | weitere Bilder                 |
| Eduard-Lingel-Straße 11 (Standort)                         | Wohn- und Geschäftshaus                                         | Zweigeschossiges und giebelständiges Halbwalmdachhaus, Fachwerk, 18./19. Jahrhundert | D-6-74-164-11  | weitere Bilder                 |
| Eduard-Lingel-Straße 12 (Standort)                         | Wohnhaus                                                        | Zweigeschossiges Walmdachhaus in Ecklage, Fachwerk, Erdgeschoss teilweise versteinert, 1687 | D-6-74-164-12  | weitere Bilder                 |
| Eduard-Lingel-Straße 14 (Standort)                         | Wohnhaus                                                        | Zweigeschossiges und traufständiges Satteldachhaus mit Fachwerkobergeschoss, 17. Jahrhundert | D-6-74-164-13  | weitere Bilder                 |
| Eduard-Lingel-Straße 15 (Standort)                         | Wohnhaus                                                        | Zweigeschossiger und traufständiger Satteldachbau, Erdgeschoss Sandsteinquadermauerwerk, bezeichnet „1845“, Obergeschoss Fachwerk, bezeichnet „1699“ | D-6-74-164-14  | weitere Bilder                 |
| Eduard-Lingel-Straße 16 (Standort)                         | Wohnhaus                                                        | Zweigeschossiger und traufständiger Satteldachbau mit Fachwerkobergeschoss und Hofeinfahrt, Erdgeschoss mit geohrten Fenster- und Türrahmen, bezeichnet „1776“, Obergeschoss 1707 | D-6-74-164-15  | weitere Bilder                 |
| Eduard-Lingel-Straße 17 (Standort)                         | Wohnhaus                                                        | Zweigeschossiges Walmdachhaus in Ecklage, Fachwerk, Erdgeschoss teilweise versteinert, 1710 | D-6-74-164-16  | weitere Bilder                 |
| Eduard-Lingel-Straße 18 (Standort)                         | Wohnhaus                                                        | Zweigeschossiger Krüppelwalmdachbau, bez. 1854 | D-6-74-164-209 | weitere Bilder                 |
| Eduard-Lingel-Straße 19 (Standort)                         | Wohnhaus                                                        | Zweigeschossiger und traufständiger Satteldachbau mit Hofeinfahrt, Fachwerk, 1710 | D-6-74-164-17  | weitere Bilder                 |
| Eduard-Lingel-Straße 20 (Standort)                         | Wohnhaus                                                        | Gestelzter zweigeschossiger und traufständiger Satteldachbau mit Miuitelrisalit und Zwerchhaus, 19. Jahrhundert, an das Haßfurter Tor angebaut | D-6-74-164-18  | weitere Bilder                 |
| Fuchshof 2 (Standort)                                      | Wohnhaus                                                        | Zweigeschossiges und giebelständiges Satteldachhaus, verputztes Fachwerk, 1583 (dendro. dat.) | D-6-74-164-20  | weitere Bilder                 |
| Goldene Röhre (Standort)                                   | Brunnen                                                         | Pumpbrunnen mit rundem gebauchtem Steintrog, Sandstein, bezeichnet „1720“ | D-6-74-164-25  | weitere Bilder                 |
| Goldene Röhre 1 (Standort)                                 | Wohnhaus                                                        | Zweigeschossiges Walmdachhaus in Ecklage, Fachwerk, bezeichnet „1707“ | D-6-74-164-21  | weitere Bilder                 |
| Goldene Röhre 8 (Standort)                                 | Ehemalige Schmiede, 1867, erweitert 1896                        | Wohnhaus, zweigeschossiger und traufständiger Satteldachbau mit Fachwerkobergeschoss und Hofeinfahrt, Erdgeschoss 1867, Obergeschoss 17. Jahrhundert | D-6-74-164-22  | weitere Bilder                 |
| Goldene Röhre 10 (Standort)                                | Wohnhaus                                                        | Zweigeschossiger und traufständiger Satteldachbau mit Fachwerkobergeschoss und Hofeinfahrt, bezeichnet „1712“ | D-6-74-164-23  | weitere Bilder                 |
| Goldene Röhre 11 (Standort)                                | Wohnhaus                                                        | Zweigeschossiges und traufständiges Satteldachhaus mit Fachwerkobergeschoss und Hofeinfahrt, 17. Jahrhundert | D-6-74-164-24  | weitere Bilder                 |
| Goldene Röhre 12 (Standort)                                | Wohnhaus                                                        | Zweigeschossiger und traufständiger Halbwalmdachbau, Fachwerk, 18. Jahrhundert | D-6-74-164-26  | weitere Bilder                 |
| Nähe Goldene Röhre (Standort)                              | Gerberstadel                                                    | Ehemalige Trockenhalle einer Gerberei, zweigeschossiger und traufständiger Satteldachbau, Obergeschoss als offene Laube, Fachwerk, Mitte 19. Jahrhundert; ursprünglich zu Eduard-Lingel-Straße 15 gehörig | D-6-74-164-179 | weitere Bilder                 |
| Kirchgasse 1 (Standort)                                    | Gebäudekomplex                                                  | Zweiteilig, nördlich Wohnhaus, zweigeschossiger und traufständiger Satteldachbau mit Fachwerkobergeschoss, südlich zweigeschossiger Satteldachbaum, Fachwerk, 16.–18. Jahrhundert | D-6-74-164-27  | weitere Bilder                 |
| Kirchgasse 4 (Standort)                                    | Wohnhaus                                                        | Zweigeschossiger und traufständiger Satteldachbau, Fachwerk, zum Teil verputzt, Erdgeschoss teilweise versteinert, 18. Jahrhundert | D-6-74-164-28  | weitere Bilder                 |
| Kirchgasse 10 (Standort)                                   | Wohnhaus                                                        | Zweigeschossiger Pultdachbau mit Fachwerkobergeschoss, 1701 | D-6-74-164-29  | weitere Bilder                 |
| Manggasse 6 (Standort)                                     | Wohnhaus                                                        | Gestelztes eingeschossiges und giebelständiges Satteldachhaus mit Fachwerkobergeschoss, 1746 | D-6-74-164-30  | weitere Bilder                 |
| Manggasse 9 (Standort)                                     | Wohnhaus                                                        | Eingeschossiger und giebelständiger Mansardwalmdachbau mit Fachwerkgiebel, bezeichnet „1706“, verändert Anfang 20. Jahrhundert | D-6-74-164-31  | weitere Bilder                 |
| Manggasse 13 (Standort)                                    | Wohnhaus                                                        | Langgestrecktes zweigeschossiges Walmdachhaus mit Fachwerkobergeschoss, wohl Anfang 18. Jahrhundert | D-6-74-164-32  | weitere Bilder                 |
| Marienstraße (Standort)                                    | Brunnenhäuschen                                                 | Rundbau mit Zeltdach, Sandsteinquader, wohl 16./17. Jahrhundert | D-6-74-164-48  | weitere Bilder                 |
| Marienstraße 1 (Standort)                                  | Wohnhaus                                                        | Zweigeschossiger und traufständiger Halbwalmdachbau, Fachwerk, 19. Jahrhundert, mit seitlichem Portal mit Volutenaufsatz, Sandstein, Spätrenaissance, bezeichnet „1620“ | D-6-74-164-33  | weitere Bilder                 |
| Marienstraße 2 (Standort)                                  | Wohnhaus                                                        | Zweigeschossiges und traufständiges Satteldachhaus, Fachwerk, um 1800 | D-6-74-164-34  | weitere Bilder                 |
| Marienstraße 4 (Standort)                                  | Wohnhaus                                                        | Zweigeschossiges und traufständiges Satteldachhaus mit verputztem Fachwerkobergeschoss, spätbarock, Erdgeschoss mit Fensterpaaren, Portal bezeichnet „1813“ | D-6-74-164-35  | weitere Bilder                 |
| Marienstraße 5 (Standort)                                  | Wohnhaus                                                        | Zweigeschossiges und traufständiges Halbwalmdachhaus mit Fachwerkobergeschoss, 17./18. Jahrhundert | D-6-74-164-36  | weitere Bilder                 |
| Marienstraße 7 (Standort)                                  | Wohnhaus                                                        | Zweigeschossiges und traufständiges Satteldachhaus mit Fachwerkobergeschoss, Erdgeschoss mit Werksteingliederungen, wohl 17. Jahrhundert | D-6-74-164-37  | weitere Bilder                 |
| Marienstraße 9 (Standort)                                  | Wohnhaus                                                        | Zweigeschossiges und traufständiges Satteldachhaus mit Hofeinfahrt, Fachwerk, 18. Jahrhundert | D-6-74-164-38  | weitere Bilder                 |
| Marienstraße 12 (Standort)                                 | Wohnhaus, ehemalige Alte Kaplanei                               | Zweigeschossiges und traufständiges Satteldachhaus, mit kolossaler Pilastergliederung, Portal und Torbogen, spätbarock, Ende 18. Jahrhundert, mit Rückgebäude, Wohnhaus, zweigeschossiger Walmdachbau mit Fachwerkobergeschoss über Stadtmauerabschnitt, Ende 18. Jahrhundert                                                                            | D-6-74-164-39  | weitere Bilder                 |
| Marienstraße 14 (Standort)                                 | Wohnhaus                                                        | Zweigeschossiger Mansardwalmdachbau, Fachwerk, 18. /19. Jahrhundert | D-6-74-164-40  | weitere Bilder                 |
| Marienstraße 15 (Standort)                                 | Wohnhaus                                                        | Zweigeschossiger und traufständiger Satteldachbau mit Fachwerkobergeschoss und Hofeinfahrt, Werksteingliederungen, um 1800 | D-6-74-164-41  | weitere Bilder                 |
| Marienstraße 16 (Standort)                                 | Wohnhaus                                                        | Zweigeschossiges und traufständiges Satteldachhaus mit Fachwerkobergeschoss, Erdgeschoss bezeichnet „1852“, Obergeschoss wohl 17. Jahrhundert | D-6-74-164-42  | weitere Bilder                 |
| Marienstraße 18 (Standort)                                 | Wohnhaus                                                        | Zweigeschossiges und traufständiges Satteldachhaus mit verputztem Fachwerkobergeschoss, Fenstersturz bezeichnet „1789“ | D-6-74-164-43  | weitere Bilder                 |
| Marienstraße 22 (Standort)                                 | Wohnhaus                                                        | Zweigeschossiger und traufständiger Satteldachbau mit Hofeinfahrt, Fachwerk, 19. Jahrhundert | D-6-74-164-44  | weitere Bilder                 |
| Marienstraße 24 (Standort)                                 | Wohnhaus                                                        | Zweigeschossiger und traufständiger Halbwalmdachbau mit Fußwalm, verputztes Fachwerk, wohl 18. Jahrhundert | D-6-74-164-45  | weitere Bilder                 |
| Marienstraße 26 (Standort)                                 | Wohnhaus                                                        | Zweigeschossiger und giebelständiger Satteldachbau mit Durchfahrt, Fachwerk, bezeichnet „1680“, „1694“ | D-6-74-164-178 | weitere Bilder                 |
| Marienstraße 30 (Standort)                                 | Wohnhaus                                                        | Zweigeschossiger und giebelständiger Satteldachbau mit Fachwerkobergeschoss und Durchfahrt, bezeichnet „1670“ | D-6-74-164-46  | weitere Bilder                 |
| Marienstraße 36 (Standort)                                 | Wohnhaus                                                        | Sogenanntes Uhrmacherhaus, zweigeschossiger und traufständiger Satteldachbau mit reich geschnitztem Fachwerkobergeschoss und Werksteingliederungen, wohl von Jörg Hoffmann, bezeichnet 1733, hierzu Tor mit Rokokotürblatt | D-6-74-164-47  | weitere Bilder                 |
| Marktplatz (Standort)                                      | Brunnen                                                         | Achteckiges Becken (erneuert) mit Brunnensäule, bekrönt von Standbild des Regiomontanus, Sandstein, neugotisch, 1869/71 von Johann Mayer, Haßfurt | D-6-74-164-57  | weitere Bilder                 |
| Marktplatz 2 (Standort)                                    | Wohnhaus                                                        | Dreigeschossiger und traufständiger Halbwalmdachbau mit Fachwerkobergeschossen, Erdgeschoss mit Hausteingliederungen, im Kern 16. Jahrhundert, Fachwerk 1634 (dendrochronologisch datiert), Erdgeschoss bezeichnet „1821“ | D-6-74-164-50  | weitere Bilder                 |
| Marktplatz 3 (Standort)                                    | Wohnhaus                                                        | Dreigeschossiges und traufständiges Mansarddachhaus mit Fachwerkobergeschossen, 1634 (a), Erdgeschossfassade klassizistisch, bezeichnet „1802“ | D-6-74-164-51  | weitere Bilder                 |
| Marktplatz 4 (Standort)                                    | Wohnhaus                                                        | Zweigeschossiger und traufständiger Halmwalmdachbau mit verputztem Fachwerkobergeschoss, 18./19. Jahrhundert | D-6-74-164-52  | weitere Bilder                 |
| Marktplatz 4 (Standort)                                    | Rückgebäude                                                     | Zweigeschossige und traufständige Satteldachbauten, Fachwerk, 18./19. Jahrhundert einer bezeichnet „1783“ | D-6-74-164-52  | weitere Bilder                 |
| Pfaffengasse 1 (Standort)                                  | Scheune                                                         | giebelständiger Satteldachbau, Fachwerk, wohl 19. Jahrhundert | D-6-74-164-52  | weitere Bilder                 |
| Pfaffengasse 1 (Standort)                                  | Nordöstlicher Bau                                               | mit großem Gewölbe auf Mittelpfeiler und Teil der Stadtmauer | D-6-74-164-52  | weitere Bilder                 |
| Marktplatz 5 (Standort)                                    | Wohnhaus                                                        | Zweigeschossiges Walmdachhaus in Ecklage, Fachwerk, nach 1683 (dendro. dat.) | D-6-74-164-53  | weitere Bilder                 |
| Marktplatz 6 (Standort)                                    | Gasthof und Hotel Goldener Stern                                | Zweigeschossiges Walmdachhaus in Ecklage, Fachwerkobergeschoss, Seitentrakt am Salzmarkt, 1846 | D-6-74-164-54  | weitere Bilder                 |
| Marktplatz 7 (Standort)                                    | Rathaus                                                         | Zweigeschossiger und traufständiger Satteldachbau mit Fachwerkobergeschoss und Dachreiter, spitzbogige Toreinfahrt, 1456 begonnen, Fachwerkobergeschoss 1658/68, um 1900 vollendet | D-6-74-164-55  | weitere Bilder                 |
| Marktplatz 7, Ecke Kirchgasse (Standort)                   | Königsberger Roland                                             | Sandsteinfigur, bezeichnet „1605“; auf erneuertem Sockel | D-6-74-164-55  | weitere Bilder                 |
| Marktplatz 8; Marienstraße (Standort)                      | Evangelisch-lutherische Pfarrkirche St. Maria                   | Dreischiffige Staffelhalle mit eingezogenem Chor, nördlichem Chorflankenturm mit welscher Haube und südlichem Treppenturm, 1397 begonnen, Gewölbe 1460/64, Nordturm 1446 und Ende 17. Jahrhundert, Sakristeianbau um 1520; nach Brand 1640 1651–1667 und 1700 erneuert, 1898/1904 regotistiert; mit Ausstattung                                          | D-6-74-164-56  | weitere Bilder                 |
| Marktplatz 8; Marienstraße, nördlich der Kirche (Standort) | Fundamente der ehemaligen Lateinschule                          | Mit gotischen Spolien, 15. Jahrhundert | D-6-74-164-56  | weitere Bilder                 |
| Nähe Obere Mühle (Standort)                                | Gartenhaus                                                      | Eingeschossiger Walmdachbau, mit profilierten Fensterrahmen, um 1785 | D-6-74-164-2   | weitere Bilder                 |
| Pfaffengasse 2 (Standort)                                  | Wohnhaus                                                        | Zweigeschossiges winkelförmiges Satteldachhaus auf hohem Kellersockel, Fachwerk, 16.–19. Jahrhundert | D-6-74-164-59  | weitere Bilder                 |
| Pfaffengasse 7 (Standort)                                  | Wohnhaus                                                        | Zweigeschossiges und traufständiges Halbwalmdachhaus mit Fachwerkobergeschoss, bezeichnet „1670“ | D-6-74-164-60  | weitere Bilder                 |
| Pfaffengasse 9 (Standort)                                  | Wohnhaus                                                        | Gestelztes zweigeschossiges und traufständiges Satteldachhaus, Fachwerk, 18. Jahrhundert und älter | D-6-74-164-61  | weitere Bilder                 |
| Pfarrgasse 1 (Standort)                                    | Wohn- und Geschäftshaus                                         | Langgestrecktes, in drei Abschnitten entstandenes zweigeschossiges Walmdachhaus in Ecklage, Fachwerk, bezeichnet „1505“, wohl 17. /18. Jahrhundert | D-6-74-164-62  | weitere Bilder                 |
| Pfarrgasse 4 (Standort)                                    | Wohn- und Geschäftshaus, ehemaliges Gasthaus zum goldenen Löwen | Zweigeschossiger und traufständiger Satteldachbau mit Aufzugsgaube, verputztes Fachwerk, Anfang 18. Jahrhundert | D-6-74-164-63  | weitere Bilder                 |
| Pfarrgasse 8 (Standort)                                    | Wohnhaus                                                        | Zweigeschossiges und traufständiges Satteldachhaus, Fachwerk, Erdgeschoss teilweise versteinert, 17./18. Jahrhundert | D-6-74-164-64  | weitere Bilder                 |
| Pfarrgasse 10 (Standort)                                   | Wohnhaus                                                        | Zweigeschossiges und traufständiges Frackdachhaus, mit Fachwerkobergeschoss, 18. Jahrhundert | D-6-74-164-65  | weitere Bilder                 |
| Pfarrgasse 15 (Standort)                                   | Wohnhaus                                                        | Zweigeschossiges und giebelständiges Halbwalmdachhaus, Fachwerk, 18. Jahrhundert | D-6-74-164-66  | weitere Bilder                 |
| Salzmarkt 1 (Standort)                                     | Wohnhaus                                                        | Zweigeschossiger und giebelständiger Satteldachbau mit Fachwerkobergeschoss, 18. Jahrhundert, im Kern älter | D-6-74-164-67  | weitere Bilder                 |
| Salzmarkt 3 (Standort)                                     | Wohnhaus                                                        | Dreigeschossiger und traufständiger Satteldachbau mit Fachwerk-Obergeschoss, im Kern wohl 18. Jahrhundert | D-6-74-164-239 | weitere Bilder                 |
| Salzmarkt 5 (Standort)                                     | Wohnhaus                                                        | Dreigeschossiges und traufständiges Satteldachhaus mit Fachwerkobergeschoss, Erdgeschoss mit Werksteingliederungen, wohl um 1600 | D-6-74-164-68  | weitere Bilder                 |
| Salzmarkt 6 (Standort)                                     | Wohnhaus                                                        | Vermutlich Geburtshaus des Regiomontanus, zweigeschossiges und traufständiges Satteldachhaus mit seitlichem Torhaus, Fachwerk, Neurenaissance, 1881, im Kern 1541 (dendro. dat.), Keller bezeichnet 1626 oder 1627, Umbau 1659 (dendro. dat.) | D-6-74-164-69  | weitere Bilder                 |
| Salzmarkt 7 (Standort)                                     | Wohnhaus                                                        | Zweigeschossiges und giebelständiges Krüppelwalmdachhaus, Fachwerk, Erdgeschoss zur Straße versteinert, bezeichnet „1743“, rückwärtiger Flügel zweigeschossiger und traufständiger Satteldachbau, 18./19. Jahrhundert | D-6-74-164-70  | weitere Bilder                 |
| Salzmarkt 8 (Standort)                                     | Wohnhaus                                                        | Zweigeschossiger Walmdachbau mit Fachwerkobergeschoss und seitlicher rundbogiger Hofeinfahrt, Sandstein, barock, Portal bezeichnet „1705“ | D-6-74-164-71  | weitere Bilder                 |
| Salzmarkt 9 (Standort)                                     | Wohnhaus, sogenanntes Tilly-Haus                                | Zweigeschossiger und traufständiger Satteldachbau mit Fachwerkobergeschoss, zweite Hälfte 17. Jahrhundert | D-6-74-164-72  | weitere Bilder                 |
| Salzmarkt 10 (Standort)                                    | Wohnhaus                                                        | Zweigeschossiger und traufständiger Satteldachbau mit Fachwerkobergeschoss, bezeichnet „1628“ | D-6-74-164-73  | weitere Bilder                 |
| Salzmarkt 10 (Standort)                                    | Rückgebäude                                                     | Zweigeschossiger und traufständiger Satteldachbau mit Fachwerkobergeschoss, wohl 18. Jahrhundert | D-6-74-164-73  | weitere Bilder                 |
| Salzmarkt 11 (Standort)                                    | Wohnhaus und Café                                               | Gestelzter zweigeschossiger und traufständiger Satteldachbau mit Fachwerkobergeschoss, 18./19. Jahrhundert | D-6-74-164-74  | weitere Bilder                 |
| Salzmarkt 12; Salzmarkt 14 (Standort)                      | Wohnhaus                                                        | Zweigeschossiger, traufständiger Satteldachbau mit Fachwerkobergeschoss, bezeichnet „1685“, Erdgeschoss mit Torbogen bezeichnet „1623“ | D-6-74-164-75  | weitere Bilder                 |
| Salzmarkt 15 (Standort)                                    | Wohnhaus                                                        | Gestelztes zweigeschossiges und traufständiges Satteldachhaus, verputztes Fachwerk, im Kern erste Hälfte 18. Jahrhundert | D-6-74-164-76  | weitere Bilder                 |
| Salzmarkt 16 (Standort)                                    | Katholisches Pfarrhaus                                          | Sogenanntes Graf-Walderseer-Haus, zweigeschossiger Walmdachbau mit Fachwerkobergeschoss, nach Osten Laube, im Kern 1493 (dendro. dat.), Neubau 1681, Veränderungen im 18./19. Jahrhundert | D-6-74-164-77  | weitere Bilder                 |
| Salzmarkt 17 (Standort)                                    | Wohnhaus                                                        | Zweigeschossiger und traufständiger Satteldachbau mit Fachwerkobergeschoss, 18./19. Jahrhundert | D-6-74-164-78  | weitere Bilder                 |
| Schloßberg (Standort)                                      | Kriegerdenkmal                                                  | Achteckiger Tempietto mit Kuppel und Laterne, bossiertes Quadermauerwerk, Sandstein, neuklassizistisch, um 1920/30 | D-6-74-164-83  | weitere Bilder                 |
| Schloßberg 3 (Standort)                                    | Wohnhaus                                                        | Zweigeschossiges Mansardwalmdachhaus mit verschiefertem Obergeschoss und Eckpilastern, 1714, 1756 als Amtsgericht hergerichtet | D-6-74-164-79  | weitere Bilder                 |
| Schloßberg 3 (Standort)                                    | Nebengebäude                                                    | Zweigeschossiger und traufständiger Satteldachbau, Fachwerk, wohl 18. Jahrhundert | D-6-74-164-79  | weitere Bilder                 |
| Schloßberg 3 (Standort)                                    | Remise                                                          | Mit Gesindewohnungen, traufständiger Satteldachbau, Fachwerk, wohl 18. Jahrhundert | D-6-74-164-79  | weitere Bilder                 |
| Schloßberg 7 (Standort)                                    | Ehemalige Villa Baron von Seebach                               | Malerischer, mehrfach gegliederter Walmdachbau mit Fachwerk, Zwerchhaus und Turm, um 1908 | D-6-74-164-80  | weitere Bilder                 |
| Schloßberg 7 (Standort)                                    | Gästehaus                                                       | Zweigeschossiger Satteldachbau mit Fachwerkobergeschoss und traufseitiger Obergeschosslaube, daran Gartenmauer und mittiges Torhäuschen mit Halbwalmdach, um 1908–1910 | D-6-74-164-80  | weitere Bilder                 |
| Schloßberg 7 (Standort)                                    | Remise und Wohnhaus                                             | Zweigeschossiges Satteldachhaus, Fachwerk, um 1908–1910 | D-6-74-164-80  | weitere Bilder                 |
| Schloßberg 10 (Standort)                                   | Jugendherberge, ehemalige Kellerei, später Sanatorium           | Eingeschossiger unterkellerter Satteldachbau mit Zwerchhaus, Haustein und Ziegel, im Kern 1565–1568, um 1880 verändert | D-6-74-164-81  | weitere Bilder                 |
| Schloßberg 10 (Standort)                                   | Gedenktafel für Dr. Georg Schad                                 | Um 1905 | D-6-74-164-81  | weitere Bilder                 |
| Schloßberg 10 (Standort)                                   | Torpfeiler                                                      | Rustiziert, mit Aufsatz, Sandstein, 18. Jahrhundert | D-6-74-164-81  | weitere Bilder                 |
| Schloßberg 14 (Standort)                                   | Burgruine                                                       | Reste spätmittelalterlicher Wehrbauten, Quadermauerwerk, errichtet um 1168/80, Kemenate, um 1168, Umbauten um 1550, sogenannter Rongeturm, sechseckiger Turm, um 1595, restauriert 1880, Tiefer Brunnen, um 1500, Graben mit Schalentürmen, Bastionen und äußerer Wallgrabenmauer, um 1550; nach Aufgabe der Burg 1764, Wiederaufbau 19./20. Jahrhundert | D-6-74-164-82  | weitere Bilder                 |
| Steinweg 3 (Standort)                                      | Wohnhaus                                                        | Zweigeschossiger und traufständiger Bau mit Halbwalmdach, Fachwerk, rückwärtig Laube, 18. Jahrhundert | D-6-74-164-85  | weitere Bilder                 |
| Steinweg 10 (Standort)                                     | Wohnhaus                                                        | Zweigeschossiges und traufständiges Satteldachhaus mit Fachwerkobergeschoss, bezeichnet „1600“, Erdgeschoss bezeichnet „1921“ | D-6-74-164-86  | weitere Bilder                 |
| Steinweg 10 (Standort)                                     | Torbogen                                                        | Spiegelpfeiler mit Kugelaufsätzen, Sandstein, spätbarock, bezeichnet „1756“ | D-6-74-164-86  | weitere Bilder                 |
| Steinweg 14 (Standort)                                     | Wohnhaus                                                        | Zweigeschossiges und traufständiges Satteldachhaus mit verputztem Fachwerkobergeschoss und Aufzugsgaube, wohl 18. Jahrhundert | D-6-74-164-87  | weitere Bilder                 |
| Steinweg 28 (Standort)                                     | Wohnhaus                                                        | Zweigeschossiges und traufständiges Satteldachhaus mit Fachwerkobergeschoss, 18. Jahrhundert | D-6-74-164-88  | weitere Bilder                 |
| Steinweg 34 (Standort)                                     | Wohnhaus                                                        | Zweigeschossiges und giebelständiges Halbwalmdachhaus mit Fachwerkobergeschoss, 1614 (dendro. dat.), bezeichnet 1814 | D-6-74-164-89  | weitere Bilder                 |
| Steinweg 38 (Standort)                                     | Evang.-Luth. Gottesackerkirche St. Burkard                      | Saalbau mit Satteldach und eingezogenem Chor, Dachreiter mit Haubendach, spätgotisch und Spätrenaissance, bez. 1428 und 1617; mit Ausstattung | D-6-74-164-91  | weitere Bilder                 |
| Steinweg 38 (Standort)                                     | Friedhof                                                        | Grabmäler um die Kirche, rezent aufgestellte Grabmäler, Sandstein, barock, 17./18. Jhd. | D-6-74-164-91  | weitere Bilder                 |
| Steinweg 38 (Standort)                                     | Friedhof                                                        | Grabmal des Bürgermeisters Eduard Müller, Wimperg mit Tabernakel auf Inschriftsockel, neugotisch, Sandstein, 1870 | D-6-74-164-91  | weitere Bilder                 |
| Steinweg 38 (Standort)                                     | Friedhofstor                                                    | Torbogen, spitzbogiger Durchgang, Sandstein, nachgotisch, bez. 1552 (?) | D-6-74-164-91  | weitere Bilder                 |
| Unfinder Straße 2 (Standort)                               | Wohnhaus, ehemaliges Totenhaus                                  | Eingeschossiger und traufständiger Satteldachbau, Fachwerk, 1770 | D-6-74-164-193 | Wohnhaus, ehemaliges Totenhaus |
| Untere Mühle 1 (Standort)                                  | Wohnhaus, sogenannte Alte Stadtmühle                            | Eingeschossiger Mansardwalmdachbau, Fachwerk, Mitte 18. Jahrhundert | D-6-74-164-92  | weitere Bilder                 |
| Untere Mühle 1 (Standort)                                  | Scheune                                                         | Mit Halbwalmdach, Quadermauerwerk, Sandstein, bezeichnet „1838“ | D-6-74-164-92  | weitere Bilder                 |
| Wintergasse 3 (Standort)                                   | Wohnhaus                                                        | Zweigeschossiges und giebelständiges Halbvwalmdachhaus, Fachwerk, 1672; zweigeschossiges Rückgebäude im Walmdach, 1770, im Kern älter, mit Ausstattung | D-6-74-164-94  | weitere Bilder                 |
| Wintergasse 7 (Standort)                                   | Wohnhaus                                                        | Zweigeschossiges und traufständiges Satteldachhaus, Fachwerk, 18. Jahrhundert | D-6-74-164-95  | weitere Bilder                 |

### Altershausen
| Lage                       | Objekt                                       | Beschreibung | Akten-Nr.      | Bild           |
| -------------------------- | -------------------------------------------- | --- | -------------- | -------------- |
| Altershausen 60 (Standort) | Gasthaus, ehemaliges Rathaus                 | Gestelzter eingeschossiger und giebelständiger Fachwerkbau mit Satteldach, um 1910 | D-6-74-164-199 | weitere Bilder |
| In Altershausen (Standort) | Evangelisch-lutherische Kirche St. Mauritius | Saalbau mit Satteldach und Staffelgiebel, Chorturm mit Spitzdach, Werksteingliederungen in Sandstein, spätgotische Anlage, im 17. und 19. Jahrhundert restauriert, Schiff von 1849; mit Ausstattung | D-6-74-164-96  | weitere Bilder |
| In Altershausen (Standort) | Keller                                       | Vorbauten aus Sandsteinquadern, mit Pultdächern, bezeichnet „1792“ und „1793“ | D-6-74-164-180 | weitere Bilder |

### Dörflis
| Lage                  | Objekt                              | Beschreibung | Akten-Nr.     | Bild           |
| --------------------- | ----------------------------------- | --- | ------------- | -------------- |
| In Dörflis (Standort) | Evangelisch-lutherische Pfarrkirche | Saalbau mit Walmdach, Chorturm, mit Haubendach, Rokoko, zweite Hälfte 18. Jahrhundert, Turmunterbau 16. Jahrhundert; mit Ausstattung | D-6-74-164-97 | weitere Bilder |

### Erbrechtshausen
| Lage                  | Objekt                 | Beschreibung                                                                                      | Akten-Nr.      | Bild                   |
| --------------------- | ---------------------- | ------------------------------------------------------------------------------------------------- | -------------- | ---------------------- |
| Schafhof 1 (Standort) | Ehemalige Schafscheune | Eingeschossiger Walmdachbau mit giebelseitigen Einfahrten, Bruchsteinmauerwerk in Sandstein, 1701 | D-6-74-164-181 | Ehemalige Schafscheune |

### Hellingen
| Lage                                     | Objekt                                        | Beschreibung | Akten-Nr.      | Bild           |
| ---------------------------------------- | --------------------------------------------- | --- | -------------- | -------------- |
| Am Backhaus 3 (Standort)                 | Wohnhaus, ehemaliges Schloss                  | Zweigeschossiger und giebelständiger Halbwalmdachbau mit traufseitig vorstehendem Fachwerkobergeschoss, 16.–18. Jahrhundert                                                                                              | D-6-74-164-108 | weitere Bilder |
| Am Backhaus 4 (Standort)                 | Bauernhaus                                    | Eingeschossiger traufständiger Satteldachbau, Fachwerk, verputzt, Mitte 18. Jh., Erdgeschoss im Norden und Westen versteinert, bez. 1804                                                                                 | D-6-74-164-316 | weitere Bilder |
| Am Backhaus 5 (Standort)                 | Wohnhaus                                      | Zweigeschossiger Fachwerkbau mit Mansardfrackdach und Zwerchgiebel, mit Zierfachwerk, um 1700 | D-6-74-164-184 | weitere Bilder |
| Am Backhaus 5 (Standort)                 | Hofpforte                                     | Zwei Pfeiler mit Segmentbogensturz und Aufsätzen, Sandstein, bezeichnet „17..“ | D-6-74-164-184 | weitere Bilder |
| Am Backhaus 7 (Standort)                 | Wohnhaus                                      | Zweigeschossiger traufständiger Halbwalmdachbau mit Fachwerkobergeschoss und Freitreppe, 18. Jahrhundert, Giebelseite Sandsteinquader, um 1900                                                                           | D-6-74-164-182 | weitere Bilder |
| Am Backhaus 9 (Standort)                 | Wohnhaus                                      | Zweigeschossiger traufständiger Fachwerkbau mit Satteldach und Obergeschosslaube, um 1800 | D-6-74-164-183 | weitere Bilder |
| Am Mühleller 24 (Standort)               | Zwei Grabmäler                                | Grabmal für den Dichter Edmund Stubenrauch, niedriger stehender Stein mit stichbogenförmigem Abschluss und umkränzten Portrait, um 1925                                                                                  | D-6-74-164-315 | weitere Bilder |
| Am Mühleller 24 (Standort)               | Zwei Grabmäler                                | Grabmal für dessen Vater Georg Stubenrauch, monolithische, obeliskartige Stele mit Relief einer Lyra, über hohem Inschriftensockel, um 1883                                                                              | D-6-74-164-315 | weitere Bilder |
| Hauptstraße 9 (Standort)                 | Bauernhaus                                    | Zweigeschossiger Walmdachbau mit Hofeinfahrt und Freitreppe, Fachwerk, 18. Jahrhundert, Erdgeschoss teilweise in Ziegel erneuert                                                                                         | D-6-74-164-104 | weitere Bilder |
| Hauptstraße 11 (Standort)                | Bauernhaus                                    | Eingeschossiger und giebelständiger Steilsatteldachbau mit Fachwerk des 17./18. Jahrhunderts | D-6-74-164-105 | weitere Bilder |
| Hauptstraße 15 (Standort)                | Wohnhaus                                      | Zweigeschossiger und giebelständiger Frackdachbau, Fachwerk, 17./18. Jahrhundert | D-6-74-164-106 | weitere Bilder |
| Hauptstraße 15 (Standort)                | Hoftor                                        | Mit Wappen, Sandstein, bezeichnet „1771“ | D-6-74-164-106 | weitere Bilder |
| Hirtengasse 2 (Standort)                 | Wohnhaus                                      | Zweigeschossiger und traufständiger Frackdachbau, Fachwerk, Erdgeschoss teilweise versteinert, 18./19. Jahrhundert | D-6-74-164-99  | weitere Bilder |
| Hirtengasse 5 (Standort)                 | Wohnhaus                                      | Zweigeschossiger und giebelständiger Satteldachbau, Fachwerk, 17./18. Jahrhundert | D-6-74-164-109 | weitere Bilder |
| Hirtengasse 5 (Standort)                 | Hoftor                                        | Rustizierte Pfeiler mit segmentbogigem Sturz und Aufsätzen, Sandstein, klassizistisch, bezeichnet „1804“ | D-6-74-164-109 | weitere Bilder |
| Hirtengasse 7 (Standort)                 | Wohnhaus                                      | Zweigeschossiges und giebelständiges Satteldachhaus (ursprünglich Frackdach) mit Fachwerkobergeschoss, Erdgeschoss Quadermauerwerk, Sandstein, 17./18. Jahrhundert; Wohnhaus des Dichters Edmund Stubenrauch (1859–1925) | D-6-74-164-110 | weitere Bilder |
| Hirtengasse 9 (Standort)                 | Wohnhaus                                      | Eingeschossiges und giebelständiges Satteldachhaus, Fachwerk, 18. Jahrhundert | D-6-74-164-111 | weitere Bilder |
| Hirtengasse 9 (Standort)                 | Fußgängerpforte                               | Rustizierte Pfeiler mit segmentbogigem Sturz und Aufsätzen, Ende 18. Jahrhundert | D-6-74-164-111 | weitere Bilder |
| Kirchenweg 1 (Standort)                  | Wohnhaus                                      | Eingeschossiger und giebelständiger Mansardwalmdachbau mit Fußwalm, Fachwerk, 18. Jahrhundert | D-6-74-164-103 | weitere Bilder |
| Kirchenweg 3; Nähe Kirchenweg (Standort) | Evangelisch-lutherische Pfarrkirche St. Georg | Saalbau mit Satteldach, Chorturm mit Spitzdach, geohrte Fenster mit Segmentbogenverdachung, im Kern romanisch, Langhaus bezeichnet „1714“; mit Ausstattung                                                               | D-6-74-164-98  | weitere Bilder |
| Kirchenweg 3; Nähe Kirchenweg (Standort) | Kirchhofmauer mit Portal                      | Pfeiler mit Pilastergliederung und Pyramidenaufsätzen, Sandstein, 18. Jahrhundert | D-6-74-164-98  | weitere Bilder |
| Kirchenweg 10 (Standort)                 | Wohnhaus                                      | Zweigeschossiger und traufständiger Satteldachbau Fachwerk, 18. Jahrhundert | D-6-74-164-102 | weitere Bilder |
| Kirchenweg 14 (Standort)                 | Wohnhaus                                      | Eingeschossiges und giebelständiges Satteldachhaus, Fachwerk, 17./18. Jahrhundert | D-6-74-164-101 | weitere Bilder |
| Kirchenweg 20 (Standort)                 | Wohnhaus                                      | Eingeschossiges und giebelständiges Mansardfrackdachhaus, Fachwerk, Erdgeschoss teilweise versteinert, 18. Jahrhundert                                                                                                   | D-6-74-164-100 | weitere Bilder |

### Hofstetten
| Lage                     | Objekt              | Beschreibung | Akten-Nr.      | Bild           |
| ------------------------ | ------------------- | --- | -------------- | -------------- |
| Haßfurter Weg (Standort) | Wegkreuz            | Dreinageltypus auf Inschriftsockel, Sandstein, bezeichnet „1940“ von Fröhlich, Baunach                                                                                              | D-6-74-164-185 | weitere Bilder |
| Hofstetten 27 (Standort) | Katholische Kapelle | Saalbau mit Satteldach, Dachreiter und Werksteingliederungen, bezeichnet „1744“, über dem Portal Relief der 14 Nothelfer, Sandstein, spätbarock, bezeichnet „1751“; mit Ausstattung | D-6-74-164-112 | weitere Bilder |

### Holzhausen
| Lage                       | Objekt                                        | Beschreibung | Akten-Nr.                | Bild                           |
| -------------------------- | --------------------------------------------- | --- | ------------------------ | ------------------------------ |
| Am Riedbach 7 (Standort)   | Wohnhaus, ehemaliges Schulhaus                | Zweigeschossiger Halbwalmdachbau, Sandsteinquader, Obergeschoss traufseitig in Fachwerk, um 1700 und 1888                                                                                          | D-6-74-164-186           | Wohnhaus, ehemaliges Schulhaus |
| Am Riedbach 9 (Standort)   | Grabstein                                     | Mit dreiseitigem Sockel und Aufsatz, Sandstein, klassizistisch, 1828 | D-6-74-164-114           | Grabstein                      |
| Am Riedbach 9 (Standort)   | Evangelisch-lutherische Pfarrkirche           | Saalbau mit Satteldach, Chorturm mit Zwiebelhaube und Laterne, seitlich Treppenturm, nachgotisch, um 1600; mit Ausstattung                                                                         | D-6-74-164-113           | weitere Bilder                 |
| Am Römersberg 4 (Standort) | Bauernhaus                                    | Zweigeschossiger und giebelständiger Halbwalmdachbau mit Fachwerkobergeschoss, bezeichnet „1766“, mit Umbauten 19./20. Jahrhundert                                                                 | D-6-74-164-119           | weitere Bilder                 |
| Am Römersberg 4 (Standort) | Hoftoranlage mit Pforte                       | Pfeiler mit Vasenaufsätzen, Sandstein, klassizistisch, bezeichnet „1789“ | D-6-74-164-119           | weitere Bilder                 |
| Lindenweg 1 (Standort)     | Bauernhof, Wohnhaus, ehemaliges Wohnstallhaus | Zweigeschossiger Walmdachbau, Fachwerk, Stall versteinert, 1757 | D-6-74-164-115           | weitere Bilder                 |
| Lindenweg 1 (Standort)     | Bauernhof, im Hof Brunnenhäuschen             | Ständerbau mit Zeltdach, 18./19. Jahrhundert | D-6-74-164-115           | weitere Bilder                 |
| Rathausstraße 2 (Standort) | Rathaus                                       | Zweigeschossiger Halbwalmdachbau mit Fachwerkobergeschoss und Dachreiter, 1787 | D-6-74-164-128           | weitere Bilder                 |
| Rathausstraße 5 (Standort) | Wohnhaus                                      | Zweigeschossiges Mansardwalmdachhaus mit Fachwerkobergeschoss, bezeichnet „1779“, Erdgeschoss 19./20. Jahrhundert                                                                                  | D-6-74-164-120           | weitere Bilder                 |
| Rathausstraße 8 (Standort) | Stallstadel                                   | Zweigeschossiger und giebelständiger Satteldachbau mit Fachwerkobergeschoss und Schiebeläden, 17. Jahrhundert, Erdgeschoss teilweise erneuert                                                      | D-6-74-164-121           | weitere Bilder                 |
| Riedstraße 2 (Standort)    | Fußgängerpforte                               | Pfosten mit segmentbogigem Sturz und älteren Aufsätzen, Sandstein, historistisch, bezeichnet „1865“                                                                                                | D-6-74-164-116           | Fußgängerpforte                |
| Riedstraße 3 (Standort)    | Bauernhof                                     | Wohnteil des ehem. Wohnstallhauses, zweigeschossiger Krüppelwalmdachbau, Erdgeschoss massiv, Obergeschoss Fachwerk, um 1800                                                                        | D-6-74-164-317           | weitere Bilder                 |
| Riedstraße 3 (Standort)    | Einfriedung                                   | Fußgängerpforte und Hoftorpfosten, bez. 1811 | D-6-74-164-317 zugehörig | weitere Bilder                 |
| Riedstraße 15 (Standort)   | Wohnhaus                                      | Zweigeschossiger und giebelständiger Halbwalmdachbau mit überbauter Durchfahrt, Fachwerk, um 1800                                                                                                  | D-6-74-164-122           | weitere Bilder                 |
| Riedstraße 15 (Standort)   | Scheune                                       | Eingeschossiger Fachwerkbau mit Satteldach | D-6-74-164-122           | BW                             |
| Riedstraße 17 (Standort)   | Wohnstallhaus                                 | Massiver eingeschossiger und giebelständiger Halbwalmdachbau, 1859 | D-6-74-164-123           | weitere Bilder                 |
| Riedstraße 18 (Standort)   | Wohnhaus                                      | Zweigeschossiger Halbwalmdachbau mit dreigeschossigem Flügel mit Walmdach und Durchfahrt, und rückwärtigem Anbau, Front verschiefert, Erdgeschoss teilweise massiv, im Kern um 1800, umgebaut 1902 | D-6-74-164-127           | weitere Bilder                 |
| Riedstraße 19 (Standort)   | Pfarrhaus                                     | Zweigeschossiger Mansardwalmdachbau, Fachwerk, bezeichnet 1802–03, von I. M. Henneberger | D-6-74-164-129           | weitere Bilder                 |
| Riedstraße 27 (Standort)   | Wohnhaus                                      | Zweigeschossiger und traufständiger Satteldachbau mit Fachwerkobergeschoss, 17./18. Jahrhundert | D-6-74-164-124           | Wohnhaus                       |
| Riedstraße 35 (Standort)   | Fußgängerpforte                               | Pfeiler mit Waffelmuster und segmentbogigem Sturz, Sandstein, klassizistisch, bezeichnet „1869“ | D-6-74-164-125           | Fußgängerpforte                |
| Riedstraße 39 (Standort)   | Wohnstallhaus                                 | Zweigeschossiger und giebelständiger Halbwalmdachbau mit Fachwerkobergeschoss, 1820, Erdgeschoss teilweise in Ziegel erneuert, bezeichnet „1887“                                                   | D-6-74-164-126           | Wohnstallhaus                  |

### Junkersdorf
| Lage                                      | Objekt                                                | Beschreibung | Akten-Nr.      | Bild           |
| ----------------------------------------- | ----------------------------------------------------- | --- | -------------- | -------------- |
| Junkersdorf 28 (Standort)                 | Wohnhaus, ehemaliges Pfarrhaus                        | Eingeschossiger und eingeschossiger Mansardwalmdachbau mit hohem Kellersockel, Sandsteinquader und Fachwerk, bezeichnet „1778“            | D-6-74-164-195 | weitere Bilder |
| Junkersdorf 28 1/2 (Standort)             | Evangelisch-lutherische Pfarrvikariatskirche St. Veit | Saalbau mit Satteldach und Chorturm, Langhaus barock, 1738, Turmuntergeschoss und Teile des Langhauses frühgotisch; mit Ausstattung       | D-6-74-164-130 | weitere Bilder |
| Junkersdorf 31 (Standort)                 | Bauernanwesen, Wohnhaus                               | Zweigeschossiges und giebelständiges Satteldachhaus, Fachwerk, bezeichnet „1508“                                                          | D-6-74-164-131 | weitere Bilder |
| Junkersdorf 31 (Standort)                 | Bauernanwesen, Hofportal                              | Quaderpfeiler mit korbbogigem Sturz und Aufsätzen, klassizistisch, Sandstein, um 1800                                                     | D-6-74-164-131 | weitere Bilder |
| Junkersdorf 57 (Standort)                 | Gemeindehaus                                          | Zweigeschossiges und giebelständiges Sattelhaus mit Fachwerkobergeschoss, 17./18. Jahrhundert, im 19. Jahrhundert erweitert und verändert | D-6-74-164-187 | weitere Bilder |
| Junkersdorf 62 (Standort)                 | Ehemaliges Kommunbrauhaus                             | Eingeschossiger und giebelständiger Halbwalmdachbau, Sandsteinquader, bezeichnet „1839“                                                   | D-6-74-164-132 | weitere Bilder |
| Junkersdorf 65; In Junkersdorf (Standort) | Bauernanwesen, Wohnhaus                               | Zweigeschossiger und giebelständiger Satteldachbau, Fachwerkhaus, 18. Jahrhundert, Wappenstein bezeichnet „1751“                          | D-6-74-164-133 | weitere Bilder |
| Junkersdorf 65; In Junkersdorf (Standort) | Bauernanwesen, Hofportal                              | Pfeiler mit Profilsturz und Aufsätzen, Sandstein, klassizistisch, bezeichnet „1788“                                                       | D-6-74-164-133 | weitere Bilder |
| Junkersdorf 65; In Junkersdorf (Standort) | Bauernanwesen, Scheune                                | Giebelständiger Satteldachbau, Fachwerk, Einfahrt mit Quaderpfeilern, bezeichnet „1832“                                                   | D-6-74-164-133 | weitere Bilder |

### Köslau
| Lage                 | Objekt                         | Beschreibung | Akten-Nr.      | Bild                       |
| -------------------- | ------------------------------ | --- | -------------- | -------------------------- |
| Köslau 1 (Standort)  | Wohnhaus                       | Zweigeschossiges Mansardwalmdachhaus mit geohrten Fensterrahmen und Fachwerkobergeschoss, 18. Jahrhundert | D-6-74-164-135 | weitere Bilder             |
| Köslau 2 (Standort)  | Wohnhaus                       | Zweigeschossiges und giebelständiges Halbwalmdachhaus, mit geohrten Fensterrahmen und Fachwerkobergeschoss, bezeichnet „1821“ | D-6-74-164-136 | weitere Bilder             |
| Köslau 3 (Standort)  | Ehemaliges Brauhaus            | Eingeschossig mit Kniestock und Satteldach, straßenseitig mit zweigeschossigem Querbau, Sandsteinquaderbau mit Rundbogenöffnungen, um 1850                                                                                            | D-6-74-164-200 | Ehemaliges Brauhaus        |
| Köslau 4 (Standort)  | Bauernhaus                     | Zweigeschossiger und traufständiger Walmdachbau auf Hakengrundriss, mit Fachwerkobergeschoss und Toreinfahrt, um 1800 | D-6-74-164-137 | Bauernhaus                 |
| Köslau 8 (Standort)  | Wohnhaus                       | Zweigeschossiger und traufständiger Satteldachbau mit Fachwerkobergeschoss und traufseitiger Erdgeschosslaube, bezeichnet „1795“ | D-6-74-164-138 | weitere Bilder             |
| Köslau 10 (Standort) | Wohnhaus                       | Zweigeschossiges und giebelständiges Halbwalmdachhaus mit Fachwerkobergeschoss, 18. Jahrhundert | D-6-74-164-139 | Wohnhaus                   |
| Köslau 22 (Standort) | Evangelisch-lutherische Kirche | Saalbau mit Satteldach und Chorturm mit Zwiebelhaube, Fenster und Türen geohrt, Sandstein, spätbarock, im Kern spätgotisch, 1730 umgebaut; mit Ausstattung                                                                            | D-6-74-164-134 | weitere Bilder             |
| Köslau 22 (Standort) | Kriegerdenkmal für 1914–18     | Inschriftsockel mit gerundeten Flügelmauern, darauf Postament mit Relief von Fahne, Karabiner, Stahlhelm und Eichenlaub, bekrönt von Obelisk im Lorbeerkranz, roter Sandstein, um 1920, später für die Gefallenen von 1939–45 ergänzt | D-6-74-164-314 | Kriegerdenkmal für 1914–18 |
| Köslau 23 (Standort) | Bauernhaus                     | Zweigeschossiger und giebelständiger Halbwalmdachbau mit Fachwerkobergeschoss, Erdgeschoss Mischmauerwerk mit Eckquaderungen, Fachwerk 18. Jahrhundert, Erdgeschoss 19. Jahrhundert                                                   | D-6-74-164-140 | weitere Bilder             |
| Köslau 26 (Standort) | Wohnhaus                       | Zweigeschossiges und traufständiges Halbwalmdachhaus mit Fachwerkobergeschoss, bezeichnet „1801“ | D-6-74-164-141 | weitere Bilder             |

### Kottenbrunn
| Lage                      | Objekt                       | Beschreibung | Akten-Nr.      | Bild           |
| ------------------------- | ---------------------------- | --- | -------------- | -------------- |
| Kottenbrunn 12 (Standort) | Wohnstallhaus                | Eingeschossiger und giebelständiger Halbwalmdachbau mit traufseitiger Laube, Sandsteinquader, bezeichnet „1844“ | D-6-74-164-188 | weitere Bilder |
| Kottenbrunn 15 (Standort) | Wohnhaus, ehemaliges Rathaus | Zweigeschossiger Walmdachbau mit Fachwerkobergeschoss und Dachreiter, bezeichnet „1786“                         | D-6-74-164-142 | weitere Bilder |

### Römershofen
| Lage                           | Objekt                              | Beschreibung | Akten-Nr.      | Bild           |
| ------------------------------ | ----------------------------------- | --- | -------------- | -------------- |
| Dorfplatz 4 (Standort)         | Evangelisch-lutherische Kirche      | Saalbau mit Satteldach und Chorturm mit Fachwerkobergeschoss und Satteldach, Südfassade mit Werksteingliederungen, spätgotischer Chor 1492, Langhaus spätbarock, 1703; mit Ausstattung | D-6-74-164-143 | weitere Bilder |
| Hofheimer Straße 6 (Standort)  | Wohnstallhaus                       | Zweigeschossiger und giebelständiger Halbwalmdachbau mit Eckpilastern, Sandsteinquader, klassizistisch, um 1840/50                                                                     | D-6-74-164-148 | Wohnstallhaus  |
| Hofheimer Straße 14 (Standort) | Wohnstallhaus                       | Eingeschossiger Frackdachbau, Fachwerk, teilweise in Ziegel ausgetauscht, bezeichnet „1807“                                                                                            | D-6-74-164-147 | weitere Bilder |
| Hofheimer Straße 14 (Standort) | Fußgängerpforte                     | Pfeiler mit geradem Sturz und Aufsatz, Sandstein, klassizistisch, bezeichnet „1829“ | D-6-74-164-147 | weitere Bilder |
| Hofheimer Straße 16 (Standort) | Wohnhaus, ehemalige Gaststätte Krug | Zweigeschossiges und giebelständiges Satteldachhaus, mit Fachwerkobergeschoss und Eckpilastern, wohl 18. Jahrhundert, Erdgeschoss bezeichnet „1838“                                    | D-6-74-164-146 | weitere Bilder |
| Wehrlein 2 (Standort)          | Wohnhaus, ehemaliges Wohnstallhaus  | Eingeschossiger und giebelständiger Satteldachbau, Mitte 19. Jahrhundert | D-6-74-164-145 | weitere Bilder |
| Wehrlein 2 (Standort)          | Fußgängerpforte                     | Gebänderte Pfeiler mit segmentbogigem Sturz und Aufsätzen, Sandstein, klassizistisch, bezeichnet „1840“                                                                                | D-6-74-164-145 | weitere Bilder |

### Unfinden
| Lage                                                         | Objekt                                          | Beschreibung | Akten-Nr.      | Bild           |
| ------------------------------------------------------------ | ----------------------------------------------- | --- | -------------- | -------------- |
| Hüttberg (Standort)                                          | Hütehaus, sogenanntes Huthäuschen               | Eingeschossiger kleiner Satteldachbau, Bruchstein verputzt, bezeichnet „1646“, „1818“ und „1842“ (?) | D-6-74-164-196 | weitere Bilder |
| Königsberger Straße 8 (Standort)                             | Wohnhaus                                        | Zweigeschossiges und traufständiges Halbwalmdachhaus mit Hofeinfahrt, Fachwerk, bezeichnet „1733“ | D-6-74-164-164 | weitere Bilder |
| Königsberger Straße 11 (Standort)                            | Wohnhaus                                        | Ehemaliges Wohnstallhaus, zweigeschossiger Walmdachbau, Fachwerk, Erdgeschoss teilweise versteinert, 18. Jahrhundert, Erweiterungsbau, zweigeschossiger Walmdachbau, Sandsteinquader, 19. Jahrhundert                     | D-6-74-164-163 | weitere Bilder |
| Mohngasse 2 (Standort)                                       | Scheune                                         | Satteldachbau, Fachwerk, 1542 (dendro.dat.) | D-6-74-164-175 | weitere Bilder |
| Neue Gasse 1 (Standort)                                      | Wohnhaus                                        | Zweigeschossiges und giebelständiges Satteldachhaus mit geohrten Fensterrahmen und Fachwerkobergeschoss, 18.–19. Jahrhundert, Erdgeschoss bezeichnet „1856“, im Kern wohl 16. Jahrhundert (Bohlenstube)                   | D-6-74-164-171 | weitere Bilder |
| Neue Gasse 1, westlich (Standort)                            | Stallstadel                                     | Zweigeschossiger Walmdachbau mit Fachwerkobergeschoss, Sandsteinquader, 19. Jahrhundert | D-6-74-164-171 | weitere Bilder |
| Neue Gasse 1, südlich (Standort)                             | Scheune                                         | Giebelständiger Satteldachbau, Fachwerk mit Kratzputz, wohl 18. Jahrhundert | D-6-74-164-171 | weitere Bilder |
| Neue Gasse 1, östlich (Standort)                             | Nebengebäude                                    | Zweigeschossiger Satteldachbau mit Fachwerkobergeschoss, barock, 17./18. Jahrhundert(?) | D-6-74-164-171 | weitere Bilder |
| Neue Gasse 2 (Standort)                                      | Wohnhaus                                        | Zweigeschossiger und traufständiger Halbwalmdachbau mit Fachwerkobergeschoss, Werksteingliederungen und Wappenstein in Sandstein, spätbarock, bezeichnet „1822“                                                           | D-6-74-164-172 | weitere Bilder |
| Neue Gasse 8 (Standort)                                      | Torbogen                                        | Rundbogiger Durchgang mit Wappenstein, Sandstein, barock, 1691 | D-6-74-164-165 | weitere Bilder |
| Neue Gasse 9 (Standort)                                      | Wohnhaus                                        | Gestelztes, eingeschossiges und traufständiges Satteldachhaus mit Fachwerkobergeschoss, 1741 | D-6-74-164-166 | weitere Bilder |
| Neue Gasse 9 (Standort)                                      | Wohnstallhaus (Austragshaus?)                   | Zweigeschossiger und giebelständiger Krüppelwalmdachbau mit Stall im Erdgeschoss, Fachwerkobergeschoss und traufseitiger Obergeschosslaube, 18./19. Jahrhundert                                                           | D-6-74-164-166 | weitere Bilder |
| Neue Gasse 11 (Standort)                                     | Wohnhaus                                        | Zweigeschossiger Mansardwalmdachbau mit Putzquaderung, geohrten Fensterrahmen und Fachwerkobergeschoss, spätbarock, 1810                                                                                                  | D-6-74-164-167 | weitere Bilder |
| Neue Gasse 11 (Standort)                                     | Wappenstein                                     | Wappenstein, Sandstein, barock, 18. Jahrhundert | D-6-74-164-167 | weitere Bilder |
| Schönaustraße 1 (Standort)                                   | Anbau                                           | Zweigeschossiger Walmdachbau mit Fachwerkobergeschoss, um 1800 | D-6-74-164-192 | weitere Bilder |
| Schönaustraße 2 (Standort)                                   | Wohnhaus                                        | Zweigeschossiger und giebelständiger Halbwalmdachbau mit Fußwalm, Fachwerkhaus, mit Wappenkartusche, bezeichnet „1730“, Fußgängerpforte, gebänderte Pfeiler mit profiliertem Rahmen und Aufsätzen, spätes 18. Jahrhundert | D-6-74-164-170 | weitere Bilder |
| Schönaustraße 4 (Standort)                                   | Wohnhaus                                        | Zweiteiliges und zweigeschossiges Walmdachhaus mit Durchfahrt, Fachwerk, 18./19. Jahrhundert | D-6-74-164-169 | weitere Bilder |
| Schönaustraße 5 (Standort)                                   | Wohnhaus                                        | Eingeschossiges und giebelständiges Satteldachhaus, Fachwerk, 18. Jahrhundert | D-6-74-164-160 | weitere Bilder |
| Schönaustraße 6 (Standort)                                   | Wohnhaus                                        | Zweigeschossiges Walmdachhaus, mit Fachwerkobergeschoss und Wappentafel, Sandstein, bezeichnet „1742“ | D-6-74-164-168 | weitere Bilder |
| Schönaustraße 7 (Standort)                                   | Wohnhaus                                        | Eingeschossiger und giebelständiger Satteldachbau mit Fachwerkgiebel, 18. Jahrhundert | D-6-74-164-161 | weitere Bilder |
| Schönaustraße 23 (Standort)                                  | Pumpbrunnen                                     | Viereckiges Becken, Sandstein, bezeichnet „1800“; mit Gusseisenpumpe, zweite Hälfte 19. Jahrhundert | D-6-74-164-162 | weitere Bilder |
| Zehntstraße 1 (Standort)                                     | Wohnhaus                                        | Zweigeschossiges und giebelständiges Halbwalmdachhaus mit Fachwerkobergeschoss, 1766 | D-6-74-164-157 | weitere Bilder |
| Zehntstraße 2 (Standort)                                     | Wohnhaus                                        | Zweigeschossiges Walmdachhaus mit südlicher Mansarde, Fachwerkobergeschoss und Durchfahrt, 18. Jahrhundert | D-6-74-164-191 | weitere Bilder |
| Zehntstraße 3 (Standort)                                     | Wohnhaus                                        | Zweigeschossiges und traufständiges Satteldachhaus mit Fachwerkobergeschoss, bezeichnet „1690“ | D-6-74-164-152 | weitere Bilder |
| Zehntstraße 4 (Standort)                                     | Wohnhaus                                        | Gestelzter, zweigeschossiger und giebelständiger Krüppelwalmdachbau, Fachwerk, bezeichnet „1784“ | D-6-74-164-158 | weitere Bilder |
| Zehntstraße 6 (Standort)                                     | Wohnhaus                                        | Zweigeschossiger Mansardwalmdachbau mit Durchfahrt, Fachwerk, bezeichnet „1781“ | D-6-74-164-156 | weitere Bilder |
| Zehntstraße 7 (Standort)                                     | Hofanlage, Wohnhaus, ehemaliges Wohnstallhaus   | Zweigeschossiger und giebelständiger Satteldachbau, Fachwerk, Stallteil massiv, Ende 18. Jahrhundert | D-6-74-164-153 | weitere Bilder |
| Zehntstraße 7 (Standort)                                     | Hofanlage                                       | Hofmauer mit Rundbogentor und rundbogiger kassettierter Fußgängerpforte, bezeichnet „1613“, Wappenstein, Sandstein, bezeichnet „1591“                                                                                     | D-6-74-164-153 | weitere Bilder |
| Zehntstraße 8 (Standort)                                     | Wohnhaus                                        | Gestelztes, zweigeschossiges Mansardhalbwalmdachhaus, Fachwerk, 18. Jahrhundert | D-6-74-164-155 | weitere Bilder |
| Zehntstraße 8 (Standort)                                     | Hoftor                                          | Rundbogiger Durchgang mit Volutenkonsolen und Volutenaufsatz, Sandstein, Renaissance, bezeichnet „1621“ | D-6-74-164-155 | weitere Bilder |
| Zehntstraße 12 (Standort)                                    | Wohnhaus                                        | Gestelztes, eingeschossiges und traufständiges Halbwalmdachhaus mit Zwerchhaus über Eingangslaube, Fachwerk, 1782 und später                                                                                              | D-6-74-164-154 | weitere Bilder |
| Zum Brauhaus 1 (Standort)                                    | Kommunbrauhaus                                  | Zweiteilige, eingeschossige und traufständige Baugruppe mit Satteldach, Quadermauerwerk, Sandstein, bezeichnet „1833“ | D-6-74-164-198 | weitere Bilder |
| Zum Brauhaus 6 (Standort)                                    | Wohnhaus                                        | Zweigeschossiges und giebelständiges Satteldachhaus, teilweise verputztes Fachwerk, 17. Jahrhundert | D-6-74-164-151 | weitere Bilder |
| Zum Plan 1 (Standort)                                        | Wohnhaus                                        | Gestelzter, zweigeschossiger und giebelständiger Satteldachbau mit Fachwerkobergeschoss, 17.–19. Jahrhundert, Wappenstein, Sandstein, Renaissance, bezeichnet „1591“                                                      | D-6-74-164-173 | weitere Bilder |
| Zum Plan 2 (Standort)                                        | Rathaus                                         | Zweigeschossiger und traufständiger Halbwalmdachbau mit Fachwerkobergeschoss, Erdgeschoss Sandsteinquader, bezeichnet „1782“, Sonnenuhr über dem Portal bezeichnet „1792“, davor Balustrade, Sandstein, um 1782           | D-6-74-164-159 | weitere Bilder |
| Zum Plan 8; Nähe Zum Plan; Zum Plan 4; Zum Plan 6 (Standort) | Evangelisch-lutherische Bonifatiuskirche        | Saalbau mit Satteldach und Fachwerkobergeschoss, Chorturm mit Spitzhelm, 15.–18. Jahrhundert, Ostturm bezeichnet „1567“; mit Ausstattung                                                                                  | D-6-74-164-149 | weitere Bilder |
| Zum Plan 8; Nähe Zum Plan; Zum Plan 4; Zum Plan 6 (Standort) | Kirchhofmauer                                   | Mit Rundbogenportal, Sandstein, bezeichnet „1911“ | D-6-74-164-149 | weitere Bilder |
| Zum Plan 9 (Standort)                                        | Wohnhaus                                        | Zweigeschossiges und giebelständiges Frackdachhaus, Fachwerk, Erdgeschoss teilweise versteinert, bezeichnet „1723“ | D-6-74-164-176 | weitere Bilder |
| Zum Plan 10 (Standort)                                       |                                                 | Zweigeschossiger und traufständiger Satteldachbau, Fachwerk, um 1600 | D-6-74-164-177 | weitere Bilder |
| Zur Himmelswiese 1 (Standort)                                | Wohnanlage, ehemaliges Verstärkeramt, Haupthaus | Eingeschossiger Walmdachbau mit Garage, Quadermauerwerk, Sandstein, 1937, von Regierungsbaumeister Kurt Schieneis (OPD Würzburg)                                                                                          | D-6-74-164-174 | weitere Bilder |
| Zur Himmelswiese 3 (Standort)                                | Wohnanlage, Nebenhaus                           | Zweigeschossiger und giebelständiger Halbwalmdachbau, Fachwerk, Heimatstil, bezeichnet „1937“, von Schieneis | D-6-74-164-174 | weitere Bilder |

## Abgegangene Baudenkmäler
| Lage                                    | Objekt                    | Beschreibung | Akten-Nr.         | Bild |
| --------------------------------------- | ------------------------- | --- | ----------------- | ---- |
| Römershofen Wehrlein 8 (Standort)       | Bauernhaus                | Zweigeschossiger und giebelständiger Halbwalmdachbau mit Fachwerkobergeschoss, Eckpilaster und Schiebeläden, bezeichnet 1809 durch Neubau auf Resten der Grundmauern ersetzt | D-6-74-164-144    | BW   |
| Junkersdorf Dorfstraße, Hart (Standort) | Bildstockaufsatz          | mit Kreuzschlepper und Somon von Kyrene, Kreuzigung, Grablegung und Auferstehung, spätgotisch, 16. Jh.(?) nicht auffindbar                                                   | D-6-74-164-312    | BW   |
| Altershausen Altershausen 61 (Standort) | Gekuppelte Fensterrahmung | Mit Wappen, Sandstein, barock, frühes 18. Jahrhundert; abgegangen Gebäude steht nicht mehr                                                                                   | D-6-74-164-194    | BW   |
| Unfinden Zehntstraße 12 (Standort)      | Scheune                   | | zu D-6-74-164-154 | BW   |